# Colori e simboli dell'Association Sportive de Monaco Football Club
Qui di seguito sono riportati i colori e simboli dell'Association Sportive de Monaco Football Club, società calcistica francese con sede a Monaco.

## La maglia

### Prima divisa

#### Storia
La scelta dei colori della tradizionale maglia fu il rosso e il bianco. Nella stagione 1960-61 viene per la prima volta introdotta la fantasia attualmente in uso, ovvero una maglia costituita da una metà rossa e una bianca, divise diagonalmente. Questa divisa va inizialmente ad affiancarsi a quella tradizionale con maglia bianca a righe rosse.
Viene confermata la divisa introdotta nel 1970 (firmata Le Coq Sportif). Tale maglia, sempre costituita da una metà rossa e una bianca, è abbinata con dei pantaloncini bianchi e dei calzettoni rossi. Invece nelle gare di Coppa di Francia la squadra utilizza invece una divisa firmata Adidas con lo sponsor Perrier. Tale maglia è abbinata con pantaloni rossi e calzoncini bianchi. Nella stagione 1977-78 i colori del pantaloncino e dei calzettoni si invertono (i primi bianchi e i secondi rossi). Questo duro solo una stagione, visto che la stagione successiva ritorno con la vecchia divisa. Nella stagione 1987-88 vengono confermate tutte le divise introdotte nella stagione precedente, firmate Adidas e sponsorizzate da TMC (Telé Monte Carlo) e Alain Afflelou. Nella stagione 1997-98 il colore della manica della maglietta cambia da bianco a rosso, con aggiunta di righe bianche ai bordi dei pantaloncini rossi. Nella stagione 1999-2000 la divisa subisce una lieve modifica nel motivo, in particolare i calzoncini, per metà bianchi e metà rossi. Nella stagione 2003-04 vengono tolte le righe rosse nei pantaloncini, rimasti bianchi. Tre anni dopo la divisa subisce una lieve modifica, in particolare i pantaloncini.

##### Anni duemiladieci
Il ritorno in Ligue 1 e l'acquisto del bomber Radamel Falcao per sognare in grande, l'AS Monaco si candida a prossima squadra protagonista nel panorama calcistico francese e internazionale. La casacca della stagione 2013-14 è divisa in due sezioni rosse e bianche dalla linea diagonale come impone la tradizione dagli anni '60. Sul petto spicca lo stemma del Monaco, ma non è quello rinnovato che il club monegasco ha presentato di recente. Ufficialmente la società ha deciso di mantenerlo per l'ultima stagione in onore delle gesta dei campioni passati, ma l'ipotesi più verosimile dice che era ormai troppo tardi per una modifica. Macron, sponsor della maglietta, non ha tralasciato l'aspetto fashion con un colletto alla coreana in maglieria con una chiusura a V già vista per il West Ham 2012-13. All'interno è stampata una targhetta con il motto “Daghe Múnegu”, mentre sul retro è ricamato il nome della squadra. I fianchi sono adornati da due linee in contrasto sugli inserti in micromesh che aiutano la traspirazione, invece i pantaloncini sono bianchi con l'orlo della cintura e il bordo inferiore del retro in rosso. Sul lato destro c'è un'etichetta con l'acronimo ASM FC, cucita anche sulla maglia.
(Vadim Vasyliev, vicepresidente.)

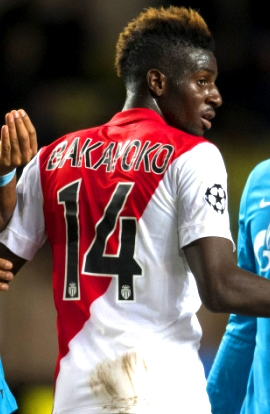
Il dietro della prima divisa del Monaco nella stagione 2014-15

Nella stagione seguente lo sponsor tecnico è Nike, mentre quello ufficiale è Fedcom. La maglia si presenta estremamente semplice, elegante e lineare, con l'iconico design diviso in diagonale ed il colletto a polo completamente rosso, dunque non a costrasto. Sul petto campeggia per la prima volta il rinnovato stemma. Riguardo ai pantaloncini, essi sono completamente bianchi con lo stemma societario sulla gamba destra e lo swoosh a sinistra, mentre i calzettoni presentano il risvolto rosso. Nell'estrema semplicità della maglia, rischia di passare inosservato un dettaglio notevole, cioè il ritorno di entrambe le maniche bianche, come nell'originale versione della casacca dei monegaschi. Fu voluta nel 1960 dalla Principessa Grace Kelly, che per celebrare la vittoria della prima Coppa di Francia pensò a questa rivoluzionaria maglia divisa in diagonale, ispirata ai simboli del Principato di Monaco.
Per il secondo anno come sponsor del Monaco, Nike presenta delle nuove maglie con l'intento di celebrare il prestigio e l'eleganza del club monegasco. La diagonale bianco e rossa è arricchita dai dettagli in oro quali la riga lungo i fianchi, lo swoosh Nike e il contorno dello stemma ricamato sul petto. Le maniche sono di color bianco, mentre il colletto presenta una 'V' circondata da un profilo rosso. A differenza degli anni passati, sia i pantaloncini che i calzettoni sono interamente bianchi.

#### Evoluzione
| 1960-61 | 1973-74 campionato | 1973-74 coppa di Francia | 1976-77 | 1977-78 | 1978-79 | 1981-82 | 1987-88 | 1993-94 | 1997-98 | 1999-2000 |
| 2003-04 | 2006-07            | 2008-09                  | 2009-10 | 2010-11 | 2011-12 | 2012-13 | 2013-14 | 2014-15 | 2015-16 | 2016-17   |

| 2017-18 |

### Seconda divisa
Le prime maglie alternative alla tradizionale casacca nerazzurra furono interamente bianche o grigie; tuttavia già dalla seconda metà degli anni quaranta e fino alla prima metà degli anni cinquanta fu utilizzata sempre più frequentemente una seconda divisa bianca con banda orizzontale nerazzurra.

#### Storia

##### Dagli albori al duemiladieci
Nella stagione 1960-1961 il Monaco utilizzò come seconda casacca una maglia bianca con tre scrisce rosse, dei pantaloncini e dei calzettoni bianchi. Dal 1976 al 1988 la seconda divisa del club monegasco è totalmente bianca, con eccezione delle maniche, che avevano una striscia rossa. Dal 1999 al 2006 la maglia è interamente rossa, con eccezione delle spalle, di color nero. Per una stagione (2006-07) la seconda casacca del club del principatino era costituita da una maglia gialla, maniche completamente rosse e dei pantaloncini e dei calzettoni interamente gialli. Le due stagioni successive (2008-09; 2009-10) la seconda casacca era completamente rossa.

##### Anni duemiladieci
Nella stagione successiva, la maglia nera presentò il colletto a sinistra bianco e a destra rosso, i pantaloncini sono di color nero e i calzettoni per metà rossi e metà neri.
La seconda maglia per l'annata 2011-2012 fu, diversamente dalle annate precedenti, blu con maniche divise tra blu, bianco e rosso. Per la maglia della stagione 2012-2013 Macron ha pensato ad un completo blu con una spennellata di bianco e rosso sul petto e sui calzoncini. Il colletto è a polo rosso con una generosa apertura a V. Sul retro è ricamato il nome del club “as monaco fc”. Nel 2013-2014 la seconda maglia tornò ad essere interamente nera, con colletto rosso e bande orizzontali biancorosse sulle maniche. Nell'anno successivo la seconda divisa è interamente blu con tocchi dorati, dove un fine bordino in oro circonda il colletto a polo della maglia, il prezioso giallo colora anche lo stemma del club, lo swoosh e il main sponsor. Lo stesso vale per pantaloncini e calzettoni.

#### Evoluzione
| 1960-61 | 1976-77 | 1977-78 | 1978-79 | 1987-88 | 1999-2000 | 2003-04 | 2006-07 | 2008-09 | 2009-10 |
| 2010-11 | 2011-12 | 2012-13 | 2013-14 | 2014-15 | 2015-16   | 2016-17 | 2017-18 |         |         |

### Terza divisa
In seguito troverete la terza divisa del Monaco dal 2003 fino ad oggi

#### Evoluzione
| 2003-04 | 2009-10 | 2010-11 | 2011-12 | 2015-16 | 2016-17 | 2017-18 |

## Lo stemma
Agli albori del club del principatino, i colori sociali non erano quelli che oggi conosciamo, infatti, come evidenziato dalle casacche, erano il nero ed il bianco
Con le nuove maglie (1960-61) destinate per la principessa Grace Kelly, di colore bianco con strisce rosse, il Monaco decide di cambiare i colori sociali, che passano da nero e bianco a bianco e rosso.
Riguardo allo stemma, esso venne cambiato recentemente, proprio per celebrare la prima promozione e l'esordio in Ligue 1 dalla nuova gestione del presidente russo Dmitrij Rybolovlev.

## Inni e canzoni
L'inno ufficiale del Monaco si intitola Inno monegasco, inciso dal cantante e poeta Théophile Bellando de Castro. Più tardi, Castil-Blaze modificò la musica e fece qualche altro cambiamento minore.
Tra le altre, merita una menzione speciale A marcia de Munegu che è una canzone fatta dal compositore Charles Albrecht (1817-1895), registrata nel 1986.

## Soprannomi
L'Association Sportive de Monaco Football Club è principalmente nota come Les Rouge et Blanc, dai colori sociali del club monegasco. Inoltre il nome è abbreviato in AS Monaco, ASM o Monaco.